# Captain Rogelio Castillo National Airport
Captain Rogelio Castillo National Airport är en flygplats i Mexiko.   Den ligger i kommunen Celaya och delstaten Guanajuato, i den centrala delen av landet, 220 km nordväst om huvudstaden Mexico City. Captain Rogelio Castillo National Airport ligger 1 748 meter över havet.
Terrängen runt Captain Rogelio Castillo National Airport är huvudsakligen platt, men söderut är den kuperad. Runt Captain Rogelio Castillo National Airport är det tätbefolkat, med 613 invånare per kvadratkilometer. Närmaste större samhälle är Celaya, 7,8 km öster om Captain Rogelio Castillo National Airport. Omgivningarna runt Captain Rogelio Castillo National Airport är en mosaik av jordbruksmark och naturlig växtlighet.